# Iris kopetdagensis
Iris kopetdagensis är en irisväxtart som först beskrevs av Aleksei Ivanovich Vvedensky, och fick sitt nu gällande namn av Brian Frederick Mathew och Per Erland Berg Wendelbo. Iris kopetdagensis ingår i släktet irisar, och familjen irisväxter. Inga underarter finns listade i Catalogue of Life.